# نظام التسويات الإجمالية الفوري - الأردن
نظام التسويات الإجمالية الفوري هو نظام مركزي الكتروني يعمل على أساس فوري، إجمالي، نهائي ومستمر لتنفيذ أوامر التحويل الدائنة (Giro/Credit Transfers) ويوفر نقطة تسوية لأنظمة التصفية العاملة في المملكة الأردنية من خلال الحسابات المركزية للبنوك.

## للاستزادة
- نظام التسويات الإجمالية الفوري – الأردن (RTGS-JO)